# Греко-американская кухня

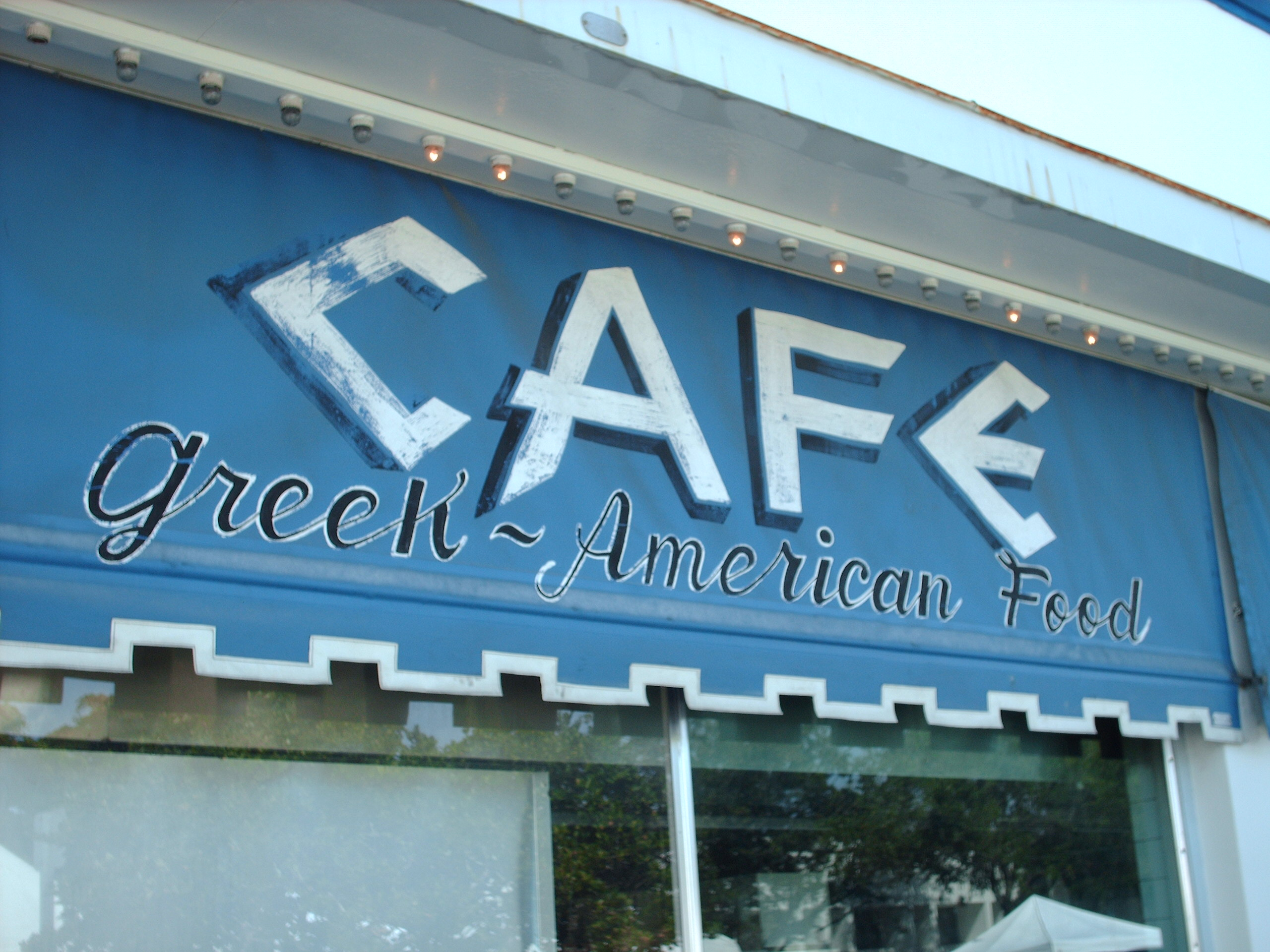
Греческий ресторан в Сарасоте (Флорида)

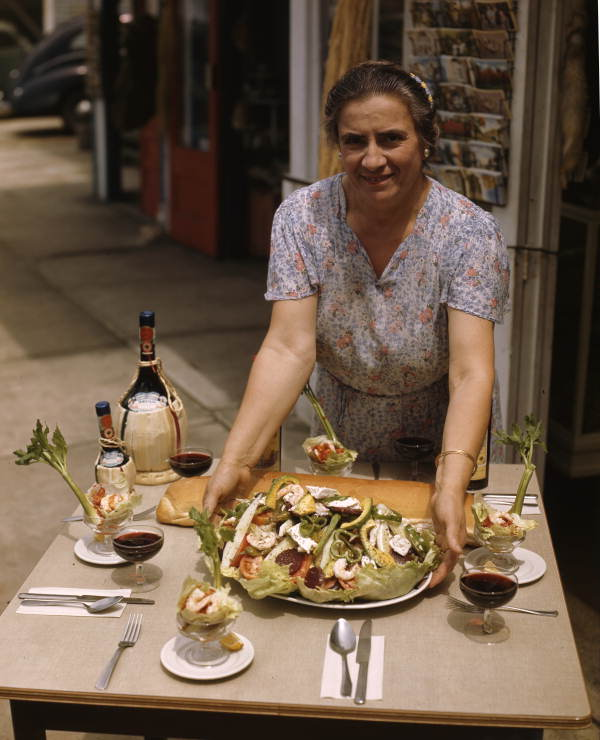
Греческий ленч

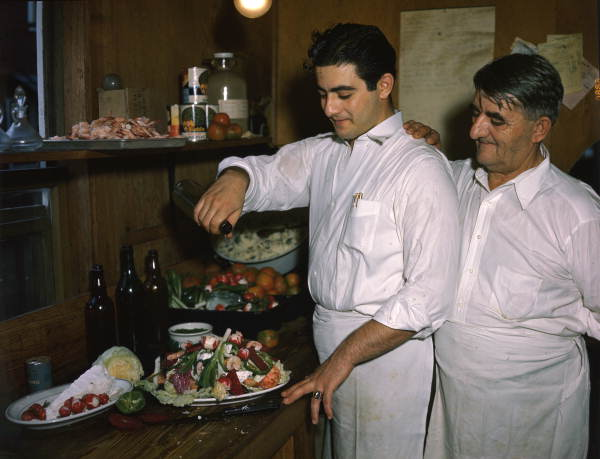
Греческий салат

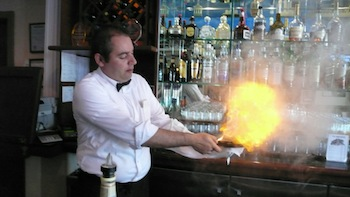
Саганаки в ресторане «Parthenon» (Гриктаун, Чикаго)

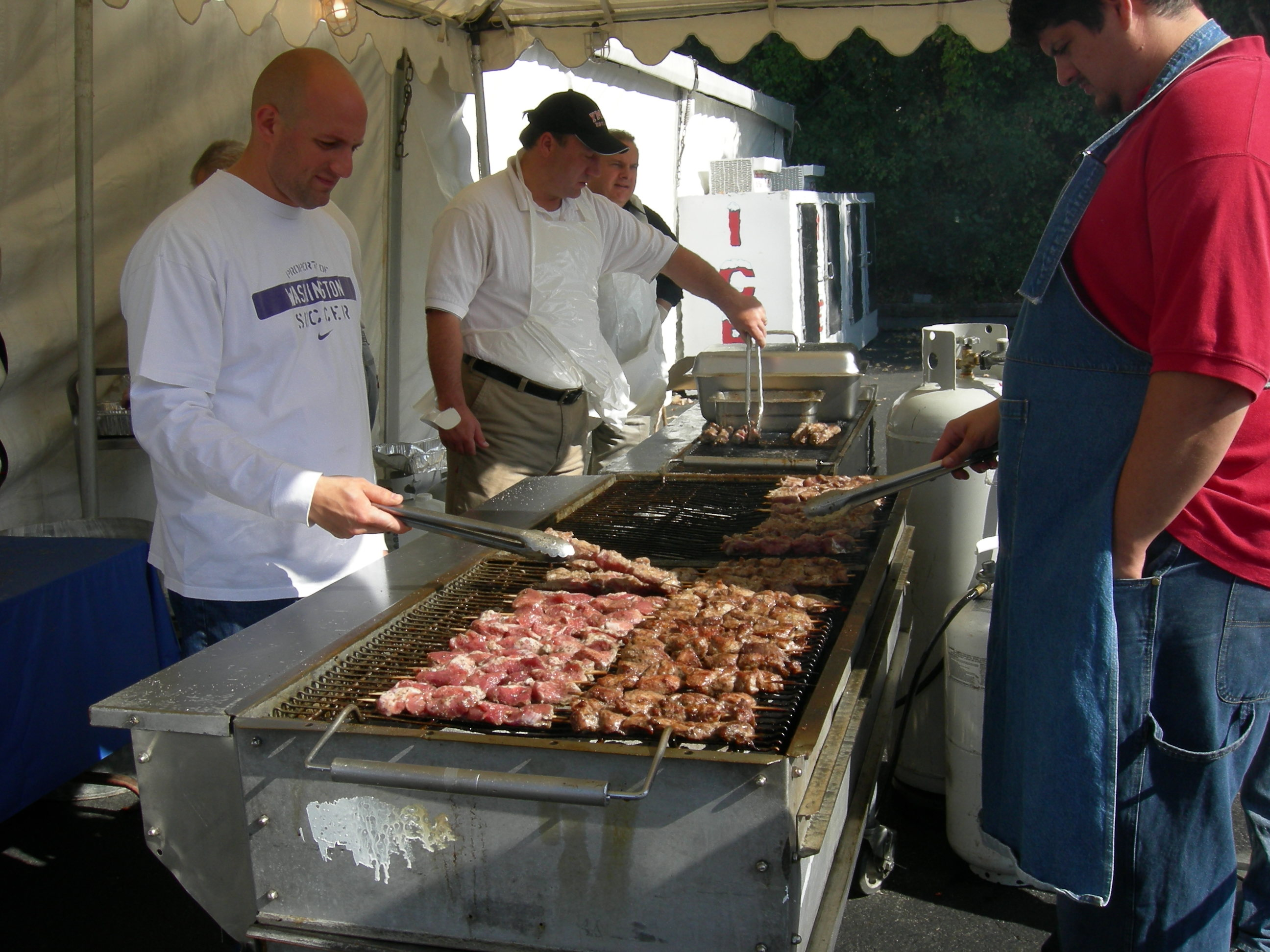
Сувлаки

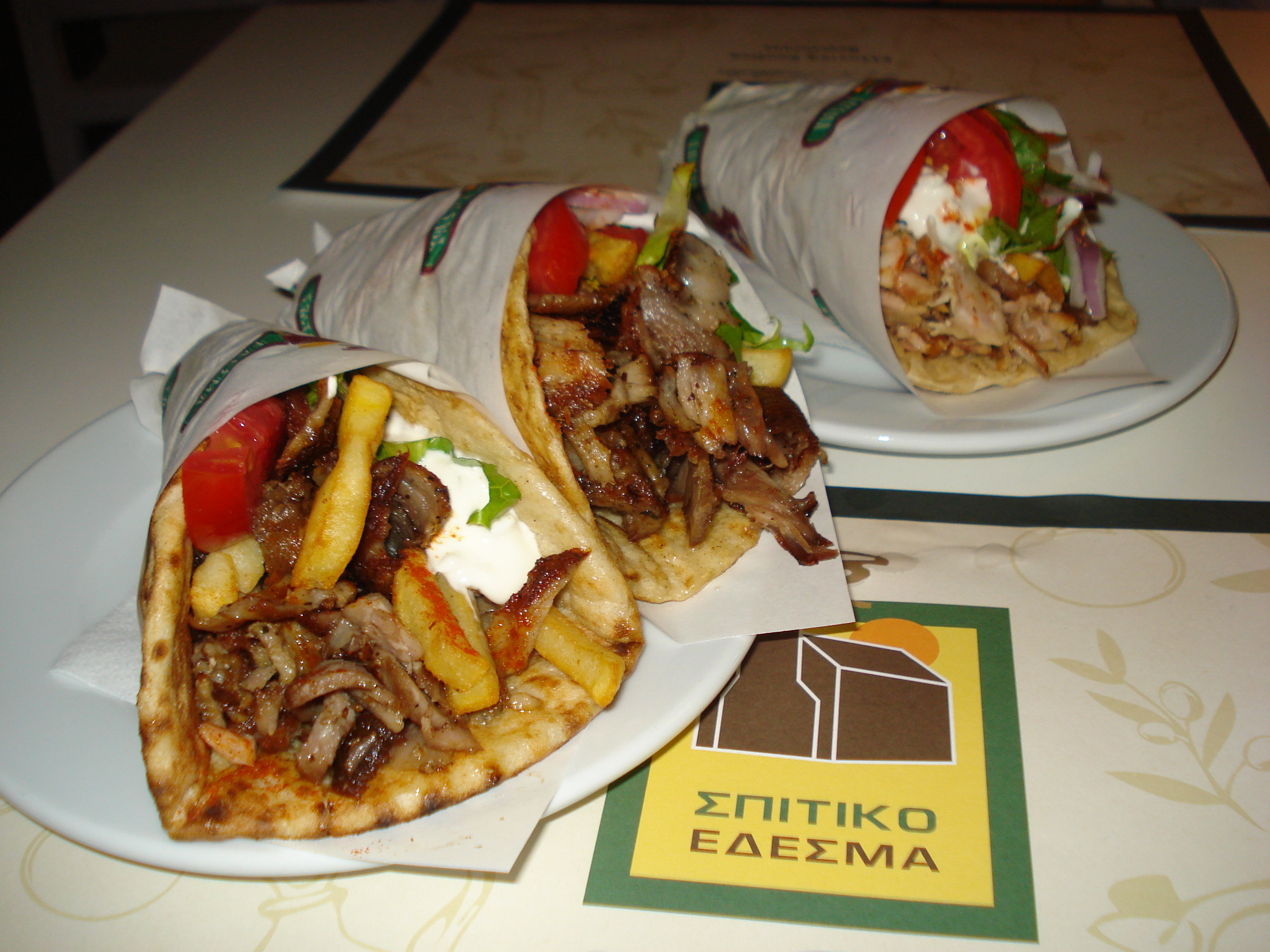
Гирос

Гре́ко-америка́нская ку́хня (англ. Greek-American cuisine) — одна из этнокультурных кухонь США, кухня американских греков. Представляет собой греческую кухню (различные, характерные для каждой отдельной области Греции кулинарные традиции и рецепты, которые новые поселенцы привозили с собой), модифицированную под влиянием американской культуры и специфики процесса иммиграции греков в Соединённые Штаты. По мере расселения мигрантов из различных регионов Греции на территории США и становления греко-американской общины, вкупе и под влиянием характерных особенностей культуры Америки, сформировался новый тип кухни. Многие продукты питания и рецепты приобрели популярность у городских жителей, а позднее и среди американцев по всей стране. Греко-американская кухня особенно распространена в районах с высокой плотностью греческого населения, таких как города Астория (Куинс, Нью-Йорк) и Тарпон-Спрингс (Флорида).
Такие заведения общественного питания как таверна и эстиаторио (греч. εστιατόριο — ресторан), специализирующиеся на греко-американской кухне, широко распространены в крупных городах США. Типичное меню таверны обычно включает в себя многие или все из следующих блюд и напитков:
- хлеб (часто формовой (буханка), иногда плоский (пита) для изготовления гирос);
- салаты (например, греческий салат);
- закуски (например, дзадзики, долмадес или долмадакья, мелидзаносалата, тирокафтери, саганаки, спанакопита, тиропита);
- супы (например, фасолада);
- макароны (например, спагетти наполитано, пастицио);
- рыба и морепродукты (например, запечённая свежая рыба, жареная треска с соусом скордалия, жареные кальмары и беби-осьминоги);
- магиревта (например, мусака);
- блюда на гриле (например, сувлаки);
- вино (например, рецина, мавродафни);
- пиво;
- крепкие спиртные напитки (например, узо, ципуро, Метакса);
- десерты (например, баклава, галактобуреко, лукумадес);
- фрукты.

Блюда греко-американской кухни на одном из традиционных фестивалей (Новато, Калифорния, 2019)
Большое количество ресторанов греко-американской кухни встречается в Астории, Тарпон-Спрингсе, чикагском, детройтском и балтиморском Гриктаунах.
Греческие рестораны в США